# حرب الفلاحين الألمانية

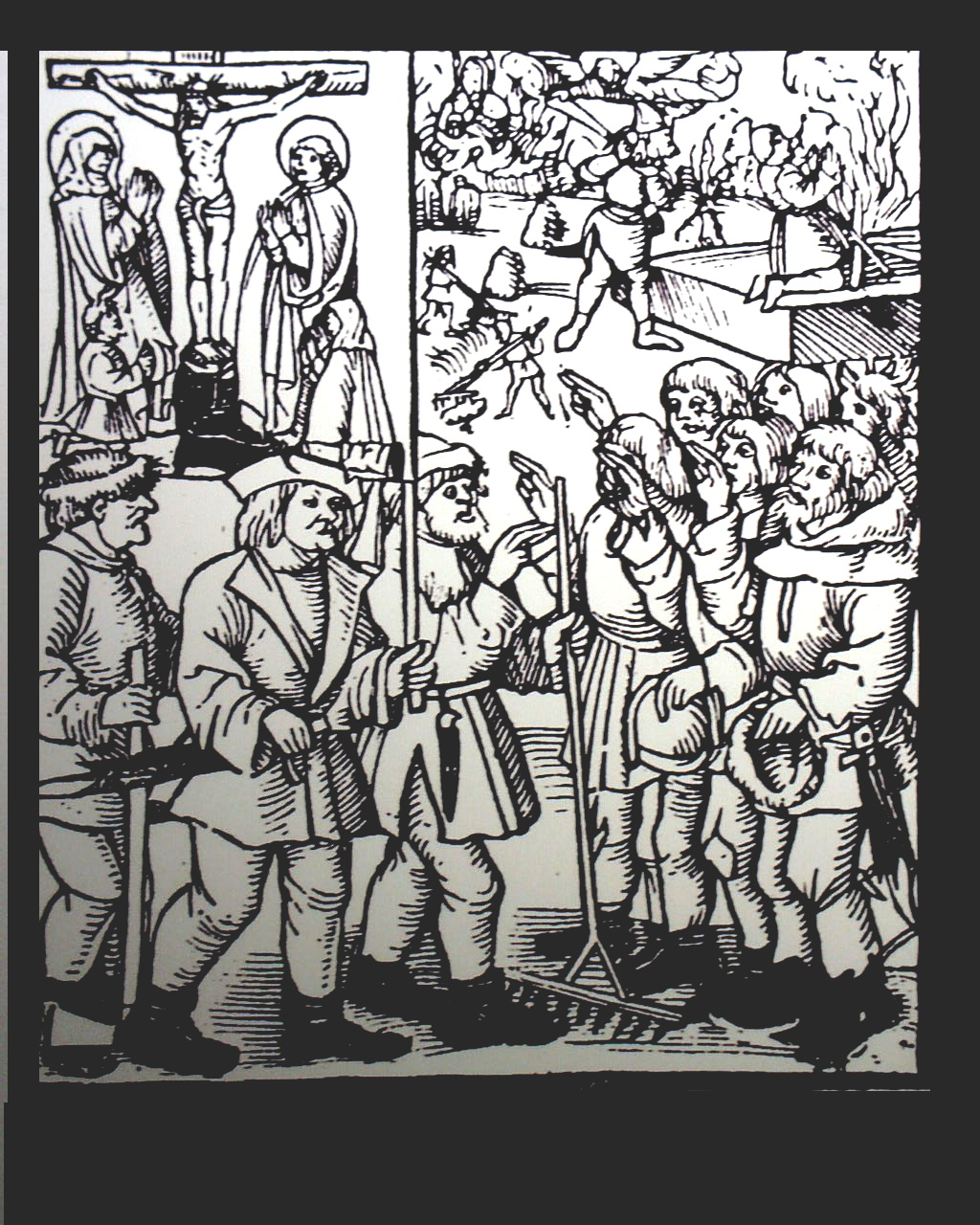
رسمة معاصرة

حرب الفلاحين الألمانية أو ثورة الفلاحين العظمى (1524_1525) (بالألمانية der Deutsche Bauernkrieg) كانت ثورة شعبية عارمة للفلاحين (ثورة الفلاحين) في الإمبراطورية الرومانية المقدسة نتيجة للاضطهاد القاسي الذي تعرضوا له والأوضاع المعيشية السيئة التي عاشوها. وتوجت هذه الانتفاضة بحرب الفلاحين التي رافقتها أعمال عنف وانتقام واسعة النطاق خلال الفترة من 1524 إلى 1526.
تعتبر على غرار الحركة بوندشو والحرب الهوسية السابقتين سلسلة من الثورات الاقتصادية والدينية.
وقع معظم الصراع في جنوب وغرب ووسط ألمانيا الحالية وتضررت أيضا المناطق المجاورة في سويسرا والنمسا الحاليتين، شارك فيها عند ذروتها في ربيع وصيف 1525 ما يقدر ب 300.000 من الفلاحين المتمردين: وتخبرنا تقديرات معاصرة بمقتل 100.000. كانت أكبر انتفاضة شعبية أوروبية على نطاق واسع قبل الثورة الفرنسية عام 1789.
المطالب التي نادى بها الفلاحين:
1. تخفيف ضريبة العثور التي كانت تؤدى إلى الكنيسة
2. منحهم الحق في اختيار رجال الدين في كل مجتمع من مجتمعاتهم
3. منحهم حق الصيد في الأنهار التي تمر في الأراضي التي يزرعونها وفي الغابات المحيطة بهم
4. وضع تخطيط جديد لشؤن التعليم
5. وغيرها من مطالب المساواة والعدالة

## المسببات
كانت الحرب من ناحية تعبيرا عن الثوران الديني الذي عرف باسم الإصلاح، والذي من خلاله تحدى معارضي الكنيسة الكاثوليكية الرومانية سيادتها الدينية والنظام السياسي.
و أشار عدد من المؤرخون إلى مناهضة للكليروسية الاقتصادية بالتزامن مع بدايات حرب الفلاحين الألمانية 1524-1525.
و لكنها أيضا عكس لعمق السخط الاجتماعي. ولفهم أسباب ثورة الفلاحين لابد من دراسة تغير هيكل الطبقات الاجتماعية في ألمانيا وعلاقتها مع بعضها البعض. هذه الطبقات كانت الأمراء والنبلاء الأقل ورجال الدين والارستقراطيون والمواطنون والعامة والفلاحين.

## الطبقات الاجتماعية في الإمبراطورية الرومانية المقدسة في القرن السادس عشر

### الأمراء
مثّل الأمراء رأس الهرم على أراضيهم، وكانوا فيها بمثابة الحاكم المطلق في ممالكهم وبالكاد يعترفون بأي سلطة تحاول أي طبقة أخرى فرضها. كان للأمراء الحق في فرض الضرائب واقتراض الأموال بحسب حاجتهم. اضطر تزايد تكاليف الإدارة والصيانة العسكرية الأمراء إلى رفع تكاليف المعيشة على الرعاية باستمرار. كانت طبقتا النبلاء الأقل ورجال الدين لا تدفعان أي ضرائب وكانوا في غالبا يدعمون الأمير. وتمتعت العديد من المدن بامتيازات حمتها من الضرائب، وبناء على ذلك فإن الجزء الأكبر من العبء وقع على الفلاحين. لطالما ما حاول الأمراء إجبار الفلاحين الأحرار على الدخول في نظام القنانة بزيادة الضرائب وعن طريق القانون المدني الروماني. كان القانون المدني الروماني أكثر من مواتي للأمراء لتوطيد سلطتهم حيث إنه خصص جميع الأراضي إلى ملكيتهم الخاصة وأزال من مفهوم إقطاعية الأرض كونها الثقة بين المالك والفلاحين وتنطوي على حقوق الإنسان كما التزاماته. أعطى حفظ بقايا هذا القانون القديم الأمراء قوتهم الشرعية التي لم تقتصر على زيادة أموالهم ومكانتهم داخل الإمبراطورية (من خلال مصادرة جميع الممتلكات والإيرادات) ولكن أيضا الهيمنة على أمور الفلاحين. بموجب هذا القانون القديم لم يمكن للفلاحين فعل أكثر من المقاومة السلبية. وحتى في ذلك الحين كان للأمير السيطرة المطلقة على كل أقنانه وممتلكاتهم. حتى رفض توماس مونتسر وغيره من الراديكاليين أمثاله العوامل المشرعة للقانون القديم وتوظيف «القانون الإلاهي» كوسيلة لتحريض الناس، بيد أن الانتفاضات بقيت معزولة ومفتقرة للدعم وسهلة الإخماد.

### النبلاء الأقل
كان تقدم الصناعة في أواخر العصور الوسطى كافيا لتهميش نبالة الفرسان الأقل. فقد تقدمت العلوم العسكرية وتنامت أهمية البارود والمشاة على حساب سلاح الفرسان الثقيل كما قلت أهمية قلاعهم الإستراتيجية. استنزف أسلوب حياتهم الفاخر دخلهم الضئيل مع الارتفاع المستمر في الأسعار، ومارسوا حقهم القديم لانتزاع ما يسيطعون من ريف أراضيهم عبر السلب والنهب والابتزاز. شعر الفرسان بالمرارة لفقرهم المتزايد ولوضعِهِم الدائم والمتزايد تحت سلطان الأمراء، لذا كانت الطبقتان في صراع مستمر. كما اعتبر الفرسانُ رجالَ الدينِ طبقة متغطرسة وتجب إزاحتها، كانوا يحسدونهم على الامتيازات والثروات الهائلة المضمونة بموجب قوانين الكنيسة. وإضافة إلى ذلك تصاعد خلاف الفرسان مع إرستقراطيي المدن، وغالبا ما كانوا مدينين للمدن، ونهب الفرسان أراضيهم وسلبوا تجارهم واحتفظوا بسجناء في حصونهم لقاء فدية.

### رجال الدين
أخذت طبقة رجال الدين تفقد مكانتها بوصفها السلطة الفكرية في جميع القضايا داخل الدولة. ساهم تقدم الطباعة وتمدد التجارة فضلا عن انتشار النهضة الإنسانية في زيادة التعليم في جميع أنحاء الامبراطورية. فكسر بذلك الاحتكار الكاثوليكي للتعليم العالي. انتشر الفساد بمرور الوقت في المؤسسات الإقليمية الكاثوليكية. فتفشى الجهل الاكليركي والسيمونية والتعددية (الإيمان بوجود أكثر من حقيقة مطلقة واحدة). كما أنهم بمختلف مراتبهم استغلوا رعيتهم بنفس قساوة أمراء الأقاليم. واستخدمت المؤسسات الكاثوليكية سلطتها الدينية كوسيلة رئيسية لابتزاز ثروات الشعب، إضافة إلى بيع صكوك الغفران وفبركة المعجزات، يبنون المصليات ومباشرة يفرضون الضرائب على الشعب. ودفع السخط الكبير على فساد الكنيسة في نهاية المطاف الراهب الكاثوليكي مارتن لوثر لوضع القضايا الخمسة والتسعين على أبواب كاتدرائية فيتنبيرغ عام 1517 دافعا الإصلاحيين الأخرى ن إلى إعادة التفكير بصورة جذرية في العقيدة ومؤسسة الكنيسة.

### الإرستقراطيون
مع نمو النقابات وزيادة عدد السكان الحضر، واجه ارستقراطو المدن معارضة دائمة ومتزايدة. كانت الأسر الارستقراطيون ثرية تجلس وحدها في مجالس المدن ويتولون جميع الوظائف الإدارية العليا، لذا كانوا يأخذون كافة القرارات الإدارية ويستخدمون المال لمصلحتهم. وكسلطة الأمراء كانوا يأخذون الإيرادات من فلاحيهم بأي طريقة ممكنة. توضع رسوم تعسفية على طرق وجسور والبوابات متى أرادوا. ألغوا تدريجيا الأراضي العامة لإعطاءها بشكل غير مشروع لفلاح يقوم إما بصيد السمك أو لقطع الأخشاب في الأرض كان يحوزها الجميع. ضرائب النقابة كانت تؤخذ عنوة. كل الإيرادات المحصلة لم تكن تدار بشكل رسمي والحسابات في سجلات المدينة كانت مهملة. وبالتالي كان الاختلاس والاحتيال ممارسة شائعة والطبقة الارستقراطية الملزمة بالروابط العائلية أصبحت أغنى باستمرار وأكثر استغلالية من أي وقت مضى.

### المواطنون
أصبح أرستقراطيو المدن تدريجيا أكثر عرضة للانتقاد من طبقة المواطنين المتنامية. كان المواطنون طبقة تتألف من مدنيين من الطبقة متوسطة ميسورة الذين غالبا ما تولوا مناصب إدارية في النقابات أو يعملون كتجار، وبالنسبة لهم كانت ثروتهم الجيدة والمتنامية سببا كافيا لتطلعهم إلى حق السيطرة على إدارة المدينة. فطالبوا علنا بمجلس بلدي من الارستقراطيون والمواطنين أو على الأقل تقييدا للسيمونية مع تخصيص عدة مقاعد للمواطنين. عارض المواطنون رجال الدين أيضا، الذين شعروا بأنهم قد تجاوزوا حدودهم ومتهاونون بواجباتهم الدينية. وزاد ثراء وامتيازات رجال الدين من سخط المواطنين، فطالبوا بوضع حد للامتيازاتهم خاصة الإعفاء من الضرائب وخفض أعدادهم. عدل المواطنون النقابات: من نظام تلمذة حرفية وعملية إلى إدارة رأس مال والطبقة العاملة. كان المواطن «الحرفي الأستاذ» يمتلك كحله وأدوات العمل. ويسمح للمبتدئ باستخدام المحل والادوات مع توفير المواد اللازمة من أجل إنجاز المنتج في مقابل أجر يعتمد على طول فترة العمل، فضلا عن نوعية وكمية الإنتاج. ولم يكن للعمال الحرفيون فرصة للترتفع في صفوف النقابة، وظلوا محرومين من الحقوق المدنية.

### العامة
العامة هم طبقة العمال الحضريين والحرفيين والصعاليك الجديدة. وحتى المواطنين الصغار المحطمين صنفوا من ضمنهم. يشبه العمال الحضريين والحرفيين الطبقة العاملة الحديثة والتي لا بد أن تأخذ شكلا في أي نظام رأسمالي. على الرغم من أن الحرفيين عمليا يفترض أن يكونوا مواطنين، لكنهم حرموا من المناصب العليا من قبل العائلات الراسمالية الغنية التي التي أدارتها. أصبح وضعهم «المؤقت» خارج نطاق الحقوق المدنية حالة أكثر ديمومة في بدايات الإنتاج الصناعي الحديث. ولم يكن للعامة حتى ممتلكات خاصة كمثل التي عند المواطنين المحطمين أو لدى الفلاحين. كانوا مقيمين لا يملكون أرضاً ولا حقوقاً وشاهدين على اضمحلال المجتمع الإقطاعي. أعطت الثورة المندلعة في تورنغن بقيادة توماس مونتسر فصيل عمال العامة حق التعبير الكامل عن مطالبهم، والمتمثلة في المساواة الاجتماعية كاملة وهو ما بدؤوا يؤمنون به بمساعدة مونتسر، فهم من يقود إلى ازدهار المجتمع من الأسفل وليس العكس. سارعت السلطة الهرمية في ذلك العصر إلى وأد مثل تلك المثاليات الثورية والتي شكلت التهديد الرئيسي لسلطتهم التقليدية.

### الفلاحون
بقي الفلاحون أدنى طبقات المجتمع. ساعد الفلاح جميع طبقات المجتمع الأخرى ليس فقط من خلال الضرائب المباشرة وإنما أيضا من خلال الإنتاج الزراعي وتربية الماشية. كان الفلاح ملكا لأي كان يعمل عنده. سواء كان مطرانا أو أميرا أو مدينة أو نبيلا، كان الفلاح وجميع الأمور المرتبطة به تخضع لأهواءه. فرض ما لا يحصى من الضرائب على الفلاحين أجبرهم أكثر وأكثر على قضاء عمرهم في خدمة في حيازة صاحب العمل. معظم ما ينتج يأخذ في شكل عُشر أو بعض الضرائب الأخرى. لم يكن للفلاح الصيد لا الحيونات ولا الأسماك أو قطع الخشب بحرية في أوائل القرن السادس عشر لاتخاذ اللوردات مؤخرا للأراضي المشاع لأهدافهم الخاصة. كان للسيد الحق في استخدام أرض الفلاح حسب رغبته؛ غالبا لم يحرك الفلاحون ساكنا متفرجين كما حدث في دمار محاصيلهم بلعبة البرية وبفروسية صيد النبلاء. إن رغب الفلاح في الزواج يضطر لأخذ إذن السيد اضطراره لدفع الضرائب، وإن توفي يحق للسيد أخذ أفضل ماشيته وأفضل كساءه وأفضل عدته. لم ينصف النظام القضائي المكون إمّا من رجال الدين أو المواطنين الأغنياء أو الأرستقراطيين الفلاحين؛ فقد كانت الطبقات العليا تعيش عل استغلال طبقتي الفلاحين والعامة وترى الخطر في منحهم نوعا من المساواة أو العدالة الحقيقية. أبقت أجيال العبودية والطابع المستقل للمقاطعات انتفاضات الفلاحين في نطاقها المحلي. وتمثل أمل الفلاحين الوحيد في توحيد المُثل العابرة لحدود المقاطعات. آمن مونتسر أن ضعف الهيكل الطبقي في الآونة الأخيرة منح ثورة الطبقات السفلى من المجتمع قوة شرعية أكبر، وكذلك مساحة أكبر لتحقيق مكاسب سياسية واجتماعية - اقتصادية.

## صراع الطبقات
كانت الطبقات الأحدث ومصالحها كافية للتخفيف من سلطة النظام الإقطاعي القديم. فتقدم الصناعة والتجارة الدولية لم ينافسا الأمراء بتنامي مصالح تجار الطبقة الراسمالية فحسب ولكنهما وسعا قاعدة مصالح الطبقات الدنيا (الفلاحين والآن عمال الحضر أيضا) كذلك. أضعف التقاطع بين طبقتي المواطنين والعامة الضرورية السلطة الإقطاعية، حيث عارضتا أهل القمة وهما بطبيعة الحال متعارضتان في نفس الوقت. عزز تقدم طبقة العامة مصالح الطبقات الدنيا بعدة طرق. فبينما كانت طبقة الفلاحين المظلوم الوحيد ومستعبدة تقليديا أضاف العامة بعدا جديدا مثّل مصالح الطبقات المشابهة دون تاريخ من الجور الكامل.
و بالمثل أنتج هدوء الصراع الطبقي معارضة شرسة للمؤسسة الكاثوليكية من كل طبقة في هرمية أواخر القرون الوسطى الجديدة. فقد آمنت الطبقات السفلى (سواء العامة أو الفلاحين) بأن رجال الدين هم أكبر مسؤول عن الاستغلال الذي يُعانونه من الطبقات العليا ولم يعودوا تستطيعون الوقوف مكتوفي الأيدي حياله. واحتقر المواطنون والنبلاء بلادة وكسل حياة رجال الدين. فكونهم من الطبقات الأرقى منهم إما عن طريق الالتزام أو التقاليد، أشعرهم أن رجال الدين كانوا يجنون فوائد (مثل الاعفاء الضريبي الأعشار الكنسية) لا يستحقونها. حالما يسمح الوضع حتى الأمير مستعد لللتخلي عن الكاثوليكية للحصول على استقلال سياسي ومالي وتعزيز السلطة داخل أراضيه.
بعد تقديم الطبقات الدنيا الآلاف من عرائض الشكاوى في العديد من المدن والقرى دون جدوى، اندلعت الثورة. انقسمت الأطراف إلى ثلاث مجموعات مميزة ووثيقة الصلة بالبناء الطبقي. المعسكر الكاثوليكي يتكون من رجال الدين والارستقراطيون والأمراء الذين رفضوا أي معارضة لأوامر الكثلكة. طرف الإصلاحيين المعتدلين يتألف أساسا من المواطنين والأمراء: رأى المواطنون الفرصة مواتية للوصول إلى سلطة المجالس الحضرية كما كانت مقترحات لوثر الإصلاحية مركزية جدا داخل المدن وأدانت ممارسة الارستقراطيين للمحسوبية والتي بها أمسكوا بالبيروقراطية بقوة، وبالمثل فإنه أمكن للأمراء اكتساب المزيد من الاستقلالية ليس فقط عن الإمبراطور الكاثوليكي شارل الخامس ولكن أيضا عن الكنيسة الكاثوليكية في روما. كون العامة والفلاحين وأولئك المتعاطفين مع قضيتهم المعسكر الثالث للثورة ويقوده خطباء مثل توماس مونتسر، أمَل هذا المعسكر في كسر أغلال مجتمع أواخر العصور الوسطى وإقامة آخر جديد.
حدد الفلاحون والعامة في ألمانيا شكواهم في بيانات. بيانات الغابة السوداء الإثني عشر (Zwölf Artikel) الشهيرة اعتمدت كمطالب نهائية. شمولها للمظالم الاجتماعية والسياسية والاقتصادية في ظل الشعبية متزايدة للسلك البروتستانتي وحّدت السكان في انتفاضة ضخمة اندلعت بدايةً في شفابيا السفلى عام 1524 وسرعان ما امتدت إلى مناطق أخرى من ألمانيا.

## الفشل النهائي
فشلت حركة الفلاحين في نهاية المطاف باتفاق المدن والنبلاء على صلح خاص بهم مع الجيوش الأميرية التي أعادت النظام القديم وبطريقة أكثر قساوة غالبا، إسميا لحساب الإمبراطور الروماني المقدس شارل الخامس، مثله في الشؤون الألمانية شقيقه الأصغر فرديناند.
المنشق الديني مارتن لوثر والذي سبقت أدانته بالهرطقة في مؤتمر فورمس عام 1521، أتهم في ذلك الوقت بإثارة الصراع ورفض مطالب المتمردين وتأييده حق حكام ألمانيا بقمع الانتفاضة. ولكن تابعه السابق توماس مونتسر برز كمحرض راديكالي في تورنغن.